# Wolf Burchard

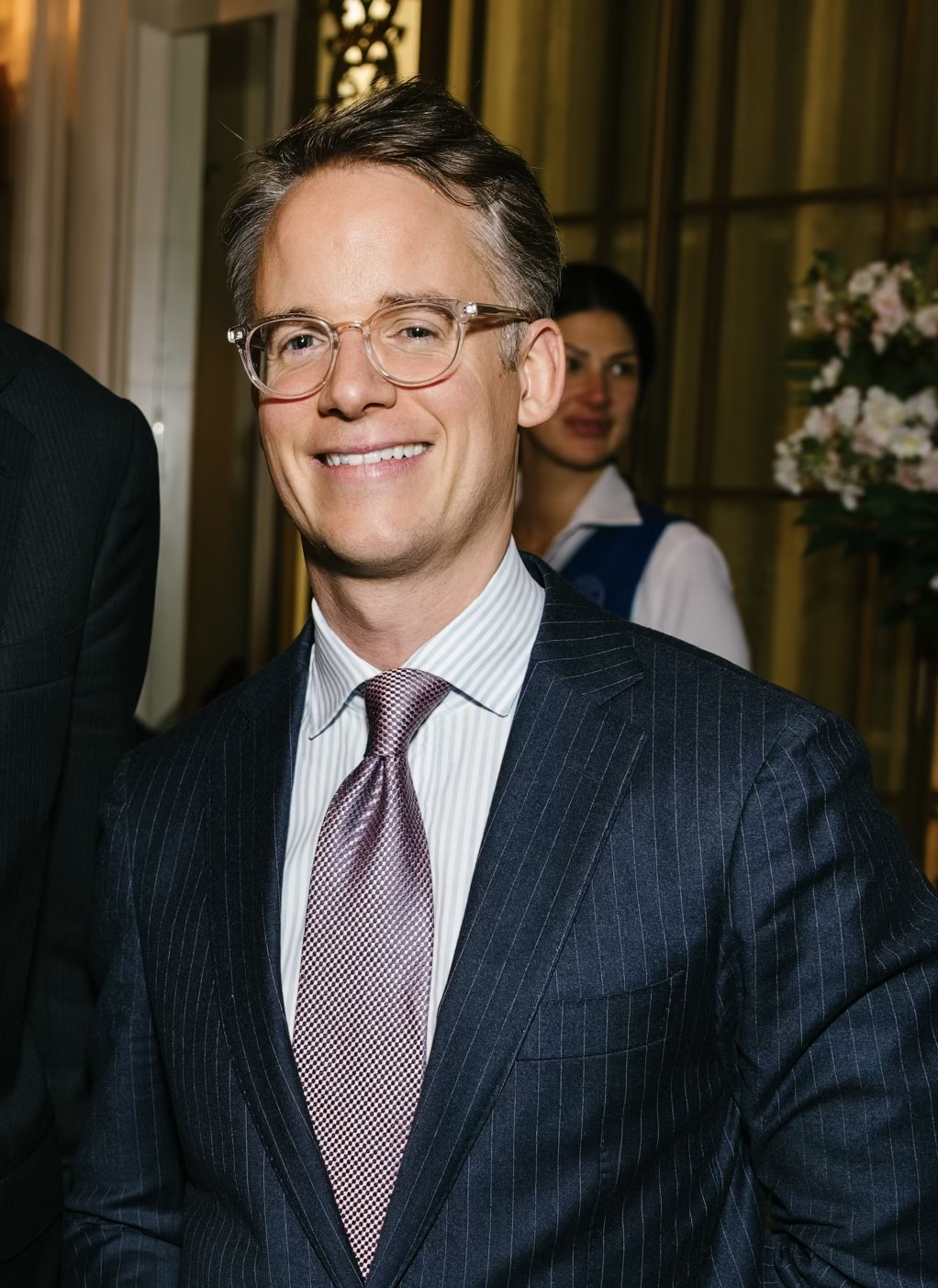
Wolf Burchard

Wolf Burchard (* 1985 in Paris) ist ein deutsch-britischer Kunsthistoriker und Museumskurator.

## Werdegang
Wolf Burchard studierte Kunst- und Architekturgeschichte an den Universitäten Tübingen und Wien sowie am Courtauld Institute of Art in London. Von 2009 bis 2014 arbeitete er für den Royal Collection Trust und von 2015 bis 2018 für den National Trust (2015–2018) in London. Zum 300. Jubiläum der Personalunion zwischen Großbritannien und Hannover 2014 co-kuratierte Burchard die erste Ausstellung zum Mäzenatentum der Welfen in England, „The First Georgians: Art and Monarchy, 1714-1760“, in der Queen’s Gallery, Buckingham Palace.
Seit 2019 ist er am Metropolitan Museum of Art in New York tätig. Unter Burchards Leitung wurden die Galerien für britischen Kunst des Metropolitan Museums generalüberholt und 2020 zum 150. Geburtstag des Museum neu eröffnet. 2021 organisierte er die erste Ausstellung am Met zum amerikanischen Filmproduzenten Walt Disney, die anschließend an der Wallace Collection in London gezeigt wurde.

## Familie
Wolf Burchard ist der Bruder der Schauspielerinnen Marie Burchard und Bettina Burchard und der Großneffe des Architekten und Bauhaus-Gründers Walter Gropius.

## Publikationen
- „The Sovereign Artist: Charles Le Brun and the Image of Louis XIV“, Paul Holberton Publishing, London, 2016, ISBN 978-1911300052;
- „Inspiring Walt Disney: The Animation of French Decorative Arts“, The Metropolitan Museum of Art and Yale University Press, New York and New Haven, 2021, ISBN 978-1588397416;
- „What’s the point of rebuilding Germany’s palaces?“, erschienen im „Apollo Magazine“ im März 2016, S. 146–152;
- „Don’t Pull the Rug From Under Our Feet! – Historic Carpets in English Country Houses“, erschienen im „Country Life Magazine“ im Dezember 2018, S. 190–194;
- „Nation of Shopkeepers: A Very Brief History of British Decorative Arts“, erschienen im „The New British Galleries, The Metropolitan Museum of Art Bulletin“ in der Frühjahrsausgabe 2020, S. 5–29.

Wolf Burchard schreibt regelmäßig für das „Apollo Magazine“, die „The Art Newspaper“ und die „Furniture History Society“ in London.